# La reina loca de amor
La reina loca de amor es una novela de Francisco José Orellana de mediados del siglo XIX.

## Descripción
Publicada por primera vez a mediados de la década de 1850 y obra del escritor español Francisco José Orellana, la novela, de género romántico e histórico, narra la historia de Juana la Loca y Felipe el Hermoso. Fue una de las diversas obras que a partir del siglo XIX recuperaron la figura de Juana I de Castilla. Llevó el subtítulo de «historia romántica de doña Juana de Castilla y D. Felipe el Hermoso».